# Wym
Die Wym (russisch Вымь; russisch fem., deutsch auch der Wym; Komi Емва) ist ein 499 Kilometer langer rechter Nebenfluss der Wytschegda im Nordosten des europäischen Teils Russlands.

## Verlauf
Die Wym entspringt in etwa 320 m Höhe an der Westflanke des Timanrückens, der in diesem Bereich Höhen von über 350 m erreicht. Nach kurzem Verlauf in nordwestlicher bis westlicher Richtung wendet sich der Fluss nach Süden und durchfließt ein weites, bewaldetes Tal mit ausgedehnten Sumpfgebieten. Oberhalb der Einmündung des Nebenflusses Jolwa gibt es Stromschnellen. Im Unterlauf wendet sich die Wym nach Südwesten und mündet schließlich beim Dorf Ust-Wym, gut 60 km nordwestlich von Syktywkar, in 68 m Höhe in die Wytschegda, den größten Nebenfluss der Nördlichen Dwina.
Auf ihrer gesamten Länge fließt die Wym auf dem Territorium der autonomen Republik Komi. Die wichtigsten Nebenflüsse sind Worykwa, Jolwa, Poscheg und Tschub von rechts sowie Koin und Wesljana von links.

## Hydrographie
Das Einzugsgebiet der Wym umfasst 25.600 km². In Mündungsnähe erreicht der Fluss eine Breite von über 300 Meter bei einer Tiefe von über 1,5 Metern; die Fließgeschwindigkeit beträgt hier 0,7 m/s.
Die Wasserführung bei Ust-Sada/Polowniki, 48 Kilometer oberhalb der Mündung, beträgt im Jahresdurchschnitt 260 m³/s bei einem Minimum von 63,8 m³/s im März und einem Maximum von 1204 m³/s im Mai.

## Infrastruktur
Die Wym ist ab dem Dorf Bosch-Ju-Dor, unterhalb der Stromschnellen und oberhalb der Einmündung von Jolwa und Wesljana, auf 172 km schiffbar.
Das Gebiet im Ober- und oberen Mittellauf des Flusses ist nur dünn besiedelt. Eine zunehmende Anzahl von Ortschaften gibt es erst am schiffbaren Flussabschnitt ab dem Dorf Ust-Wesljana. 
Größter Ort ist die Stadt Jemwa etwa 50 km oberhalb der Mündung. Dort überquert die Petschora-Eisenbahn Konoscha – Kotlas – Workuta den Fluss. Unmittelbar oberhalb der Mündung kreuzt die von der Petschora-Eisenbahn abzweigende Strecke Mikun – Syktywkar die Wym. Zwischen Mündung und Jemwa folgt die Straße von Syktywkar in Richtung Uchta dem linken (östlichen) Flussufer.